# همايون رشيد تشودري
همايون رشيد تشودري (11 نوفمبر 1928 - 10 يوليو 2001). (بالإنجليزية: Humayun Rashid Choudhury). كان دبلوماسيا بنغلاديشييا مهنيا ورئيس البرلمان الوطني البنغلاديشي في الفترة من 1996 إلى 2001. انتخب رئيسا للدورة الحادية والأربعين للجمعية العامة للأمم المتحدة في عام 1986. حصل على جائزة يوم الاستقلال في عام 2018 بعد وفاته من قبل حكومة بنغلاديش.

## النشأة والتعليم
ولد تشودري في سيلهيت في الهند البريطانية آنذاك في 11 نوفمبر 1928.  كان الابن الأكبر لسبعة أبناء عبد الرشيد (1910-1974). كان عبدور عضوًا في الجمعية التشريعية في أسام وبعد ذلك عضوًا في الجمعية التشريعية المركزية في دلهي. تم انتخاب سراجونيسا عضوا في الجمعية الوطنية الباكستانية. 
درس شودري في كلية سانت إدموند في شيلونج. تخرج من جامعة أليغار مسلم في عام 1947. ثم درس للإنجليز بار وأصبح عضوا في الهيكل الداخلي في لندن. حصل على دبلوم في الشؤون الدولية من معهد لندن للشؤون العالمية. تخرج في وقت لاحق من كلية فليتشر للحقوق والدبلوماسية في ماساتشوستس، الولايات المتحدة.